# Ciclismo ai Giochi della XXXII Olimpiade - Americana maschile
Le gare di americana maschile dei Giochi della XXXII Olimpiade si svolsero il 7 agosto al velodromo di Izu. 
La competizione vide la partecipazione di 32 atleti di 16 nazioni.
L'americana maschile è tornata nel programma olimpico in questa edizione dopo che l'ultima volta si è disputata a Pechino 2008.

## Programma
Tutti gli orari sono UTC+9
| Data          | Ora (UTC+9) | Turno     |
| ------------- | ----------- | --------- |
| 7 agosto 2021 | 16:55       | Americana |

## Regolamento
La gara di americana o madison si svolge su 200 giri (50 km), con 10 volate intermedie ogni 20 giri. 
Lo scopo dell'americana è quello di conquistare più giri possibili sul gruppo, cercando la fuga e rientrando nel gruppo stesso: la classifica sarà infatti stilata in base al numero di tornate completate da ciascuna squadra (che vuole anche dire in base al numero di giri di ritardo dalla coppia vincitrice). A parità di giri, si considerano ai fini della graduatoria i punti conquistati nelle volate intermedie: per ogni volata vengono assegnati, come nella corsa individuale, 5 punti al primo classificato, 3 al secondo, 2 al terzo e 1 al quarto. In caso di parità sia di giri sia di punti, si terrà conto del piazzamento nell'ultima volata.

## Risultati
|    | Danimarca     | Lasse Norman Hansen Michael Mørkøv | 0   | 43 | 43  |     |     |     |     |
|    | Gran Bretagna | Ethan Hayter Matthew Walls         | 0   | 40 | 40  |     |     |     |     |
|    | Francia       | Benjamin Thomas Donavan Grondin    | 0   | 40 | 40  |     |     |     |     |
| 4  | Belgio        | Kenny De Ketele Robbe Ghys         | 0   | 32 | 32  |     |     |     |     |
| 5  | Paesi Bassi   | Yoeri Havik Jan-Willem van Schip   | 0   | 17 | 17  |     |     |     |     |
| 6  | Spagna        | Sebastián Mora Albert Torres       | 0   | 14 | 14  |     |     |     |     |
| 7  | Svizzera      | Robin Froidevaux Théry Schir       | 0   | 8  | 8   |     |     |     |     |
| 8  | Polonia       | Szymon Sajnok Daniel Staniszewski  | 0   | 0  | 0   |     |     |     |     |
| 9  | Germania      | Roger Kluge Theo Reinhardt         | -20 | 14 | -6  |     |     |     |     |
| 10 | Italia        | Simone Consonni Elia Viviani       | -20 | 11 | -9  |     |     |     |     |
| 11 | Nuova Zelanda | Campbell Stewart Corbin Strong     | -20 | 3  | -17 |     |     |     |     |
| 12 | Australia     | Kelland O'Brien Leigh Howard       | −20 | 3  | DNF | DNF | DNF | DNF | DNF |
| 12 | Stati Uniti   | Adrian Hegyvary Gavin Hoover       | 0   | 6  | DNF | DNF | DNF | DNF | DNF |
| 12 | Austria       | Andreas Graf Andreas Müller        | -20 | 0  | DNF | DNF | DNF | DNF | DNF |
| 12 | Irlanda       | Mark Downey Felix English          | -40 | 0  | DNF | DNF | DNF | DNF | DNF |
| 12 | Canada        | Michael Foley Derek Gee            | -20 | 0  | DNF | DNF | DNF | DNF | DNF |